# لورانس الكسندر غلين
لورانس الكسندر غلين (بالإنجليزية: Lawrence Alexander Glenn)‏ هو قسيس أمريكي، ولد في 25 أغسطس 1900، وتوفي في 26 يناير 1985.